# آمال لعنتی
آمال لعنتی (به سوئدی: Fucking Åmål) فیلمی سوئدی است در ژانر رمانتیک کمدی-درام با تهیه‌کنندگی و کارگردانی لوکاس مودیسون. این فیلم محصول سال ۱۹۹۸ میلادی است و بر اساس نظریه دوگما ۹۵ ساخته شده است.